# 分部順治

男性像『想』（群馬県前橋市、赤城山総合観光案内所に屋外展示）

女性像『麗』（群馬県前橋市、赤城山総合観光案内所に屋外展示）

分部 順治（わけべ じゅんじ 1911年1月6日 - 1995年3月1日）は、日本の彫刻家。

## 出身地
- 群馬県高崎市

## 学歴
- 群馬県立高崎中学校（現群馬県立高崎高等学校）
- 東京美術学校（現東京芸術大学）木彫部卒業

## 略歴
- 1932年、第13回帝国美術院展覧会で「母と子」初入選
- 1937年、第1回新文展「若い男」特選受賞
- 1955年、第11回日展審査委員に就任
- 1962年、日展評議員に就任
- 1987年、日展理事に就任
- 1988年、日展参事に就任

## 受賞・栄典
- 1973年 群馬県社会教育功労賞
- 1975年
  - 日本芸術院賞[2]
  - 群馬県文化功労賞
- 1979年 紺綬褒章（以後5回受章）
- 1984年 勲四等旭日小綬章

## 主な作品
- 「硯」（東京国立近代美術館蔵）
- 「宴」（総合電子計算センター蔵）
- 「熊の平駅殉難慰霊の像」